# The Restless Stranger
The Restless Stranger è il primo album del gruppo musicale statunitense American Music Club, pubblicato nel 1985.

## Tracce
Tutte le tracce sono state scritte da Mark Eitzel.
1. Room Above the Club - 3:50
2. $1,000,000 Song - 3:56
3. Away Down the Street - 4:21
4. Yvonne Gets Dumped - 3:16
5. Mr. Lucky - 2:42
6. Point of Desire - 4:32
7. Goodbye Reprise #54 - 3:54
8. Tell Yourself - 4:03
9. When Your Love Is Gone - 4:19
10. Heavenly Smile - 1:58
11. Broken Glass - 4:23
12. Hold on to Your Love - 2:21
13. Restless Stranger (traccia bonus edizione CD) - 4:04
14. How Low? (traccia bonus edizione CD) - 4:23
15. I'm in Heaven Now (traccia bonus edizione CD) - 3:51

## Formazione
- Mark Eitzel - voce
- Dan Pearson - basso
- Vudi - chitarra
- Matt Norelli - batteria
- Brad Johnson - tastiere